# جيري سورنسن
جيري سورنسن هي متزحلقة كندية، ولدت في 15 أكتوبر 1958 في كيمبيرلي في كندا.

## وصلات خارجية
- جيري سورنسن على موقع الاتحاد الدولي للتزلج (التزلج على المنحدرات الثلجية) (الإنجليزية)
- جيري سورنسن على موقع أوليمبيديا (الإنجليزية)
- جيري سورنسن على موقع قاعة كندا للمشاهير الرياضية (الإنجليزية)